# عزلة الجرشة (ذمار)

تعديل مصدري - تعديل

عزلة الجرشة هي إحدى عزل مديرية ميفعة عنس في محافظة ذمار اليمنية ويبلغ تعداد سكانها 7915 نسمة حسب التعداد السكاني في اليمن لعام 2004.